# Jane's Defence Weekly
Jane's Defence Weekly (abbreviato in JDW) è un periodico settimanale che si occupa di problemi e tecnologie militari, edito dalla Jane's Information Group. È una delle pubblicazioni che prendono il nome da John F.T. Jane, un editore inglese che ebbe l'idea di pubblicare nel 1898 un libro con tutte le navi da guerra nel mondo.
È un settimanale ad alta diffusione, spesso citato come fonte in molti articoli.
Ha iniziato le pubblicazioni nel 1984, in sostituzione di Jane's Defence Review. Nello stesso anno, ha avuto notorietà internazionale per aver pubblicato le foto che mostravano una portaerei della classe Kiev in costruzione nel mar Nero, prese da Samuel Loring Morison, un professionista della intelligence americana.